# 燃料コック

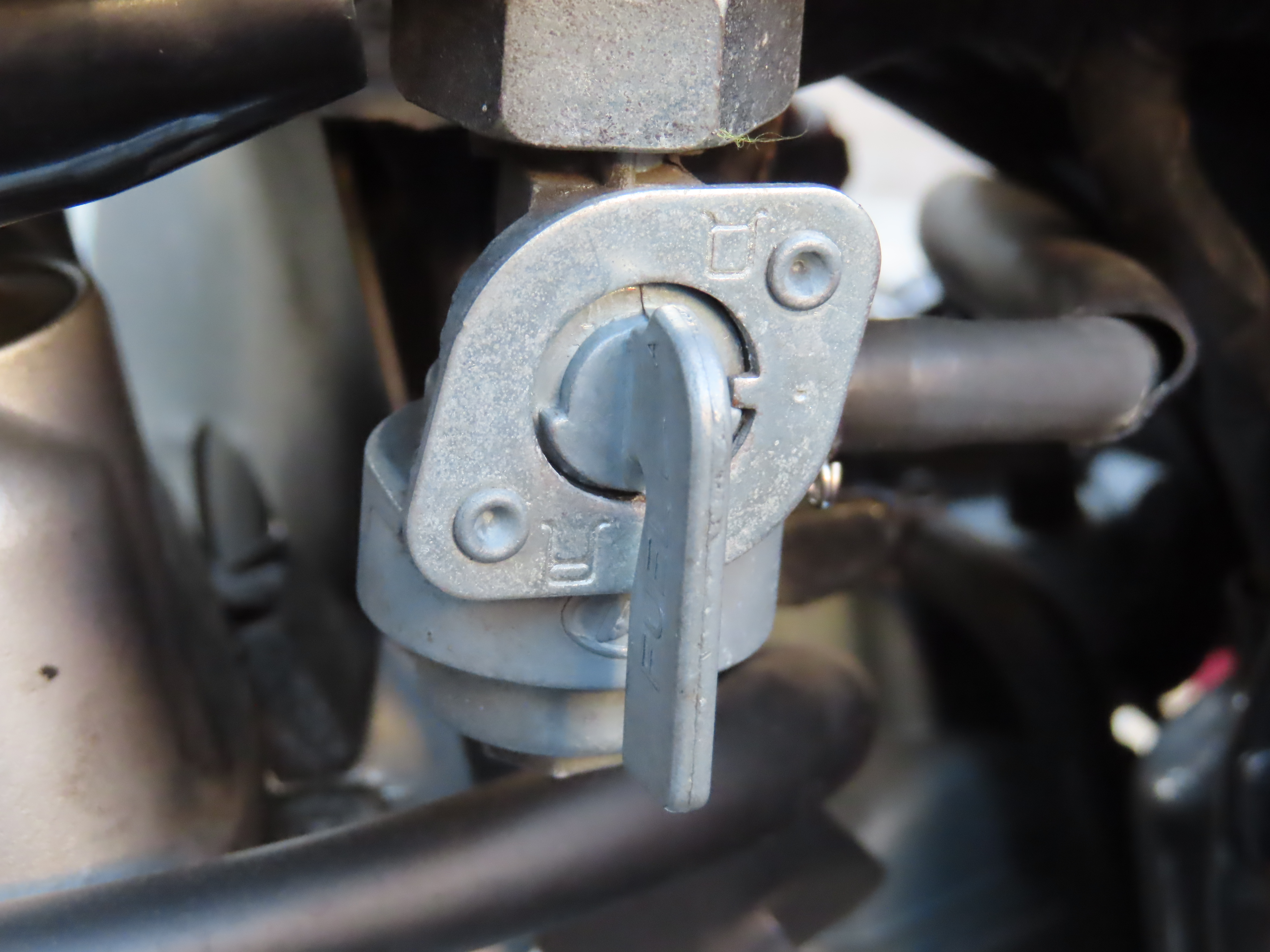
ホンダ・CG125（SDH125-7D型）の手動式燃料コック

燃料コック（ねんりょうコック、英語: fuel cock）とは、燃料となる液体やガスの供給経路を開閉するバルブである。日本ではフューエルコックとも呼ばれる。英語圏のうちアメリカでは petcock とも呼ばれ、イギリスでは petrol tap とも呼ばれる。

## オートバイでの利用
燃料気化装置にキャブレターを採用し、キャブレターへの燃料供給に自然流下式を用いるオートバイのほとんどは燃料タンクからの燃料供給経路を開閉する燃料コックが備えられている。通常は一つの燃料タンクに一つの燃料コックが装備されるが、トライアンフ・ボンネビルは二つの燃料コックを持ち、燃料タンクの両側に一つずつ取り付けられている。
自然流下式の燃料供給は、燃料タンクをキャブレターよりも高い位置に設置して、重力によって燃料がキャブレターのフロート室へと流れて供給される方式である。フロート室に溜められたガソリンは駐車中にも徐々に蒸発して、燃料コックで供給を止めない限りは蒸発で減少した分だけ次々に供給される。この状態が続くと燃料を無駄に失うだけでなく、車体周辺の空気中に揮発性の燃料成分が流出することになる。また、フロート室には不揮発性の燃料成分が残り、キャブレターの流路を詰まらせる場合もある。こうした問題を解消するために、燃料コックを設けて燃料の流出を止めることができるようになっている。
燃料供給装置にインジェクターを採用するオートバイでは電気式燃料ポンプが採用され、燃料コックが装備されないことが一般的である。近年の先進国で販売されるオートバイに関しては、自動車排出ガス規制の強化とともに燃料噴射装置を用いる車種が増えており、燃料コックを装備した車種はなくなりつつある。

### 手動式
オートバイに用いられる燃料コックのうち手動式のものは「オン」（on）、「オフ」（off）および「リザーブ」（reserve、略:RES）の3つの切り替えポジションで構成される。リザーブは「予備」の意味で、燃料タンクの底部から燃料を取り出す流路を開く。多くの場合、燃料コックは燃料タンクの底部から内部へ垂直に突き出したパイプと一体になっており、パイプの上部と下部に燃料を取り出す口が設けられている。普段は燃料コックを「オン」にしておくとパイプの上部の取り出し口から燃料が流れ出て、燃料の消費に伴ってタンク内の液面がパイプ上部の取り出し口より低くなると燃料の流出が止まる。このとき、底部にはまだ1 L程度の燃料が残っていて、運転者が燃料コックを「リザーブ」に切り替えると残りの燃料を使って走行することができる。この機構によって、燃料を完全に使い切る前に運転者が残量が少ないことを知ることができ、燃料メーターを省略することができる。

### 自動型（負圧型）

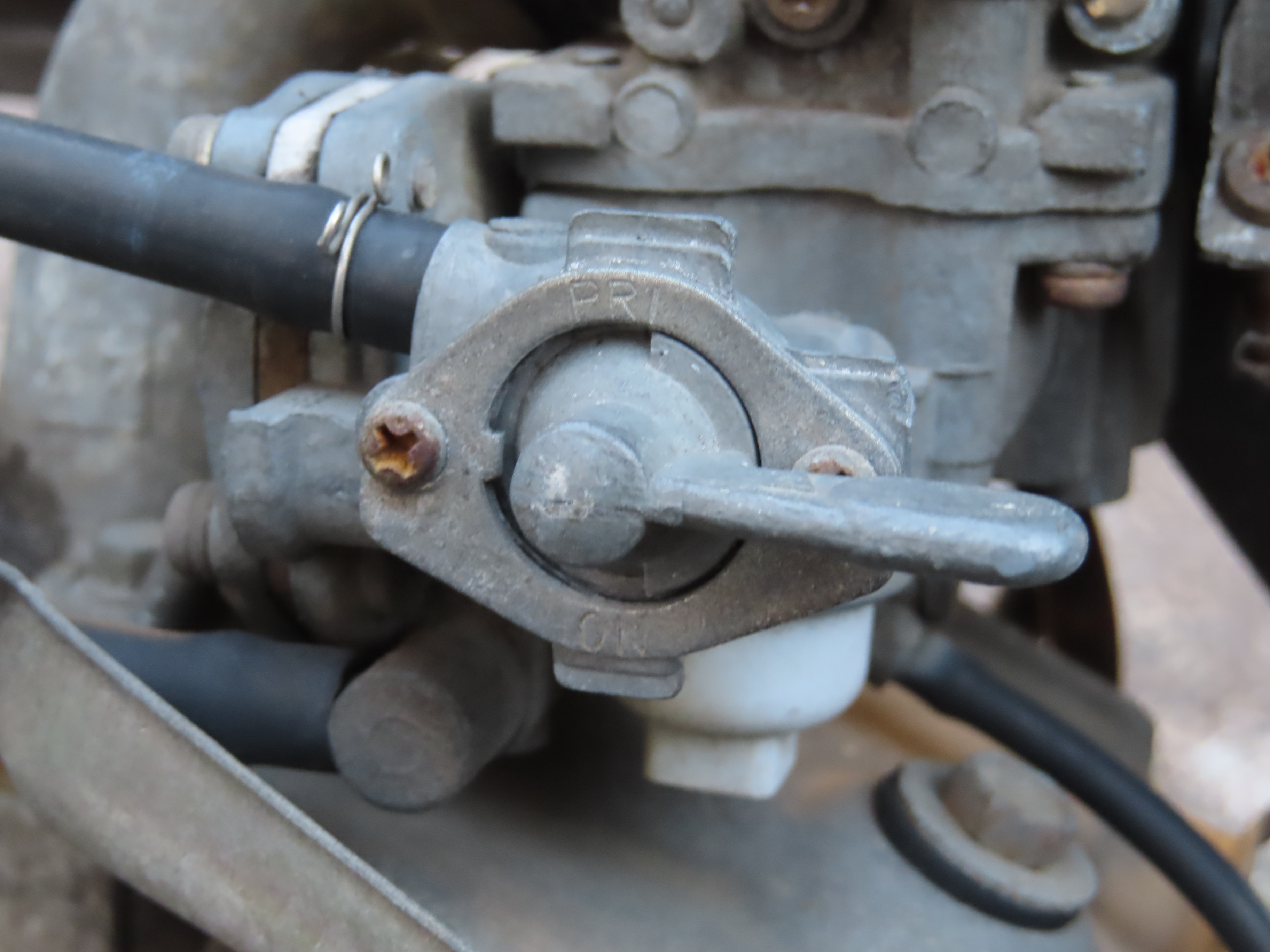
スズキ・バーディー50（BA41A型）の自動型（負圧型）燃料コック。上に「PRI」位置が存在する。

1980年代末頃からは自動型燃料コックを採用した車種も製造されていた。自動型燃料コックはインテークマニホールドの負圧を利用したダイアフラムでバルブを作動させる。「オン」、「リザーブ」および、「プライマリー」（Primary、略:PRI）の3つの切り替えポジションを備え、「オン」ではインテークマニホールドに負圧がかかったときにバルブが開き、エンジンがかかっているときか、クランキングの際にしか燃料が流れない。プライマリーは負圧が発生していないときでも、ダイアフラムバルブを迂回してキャブレターに燃料を送るためのものである。整備後や長期にわたって運転していなかったときなど、キャブレターのフロート室に十分な量の燃料がない場合に、始動前にプライマリーポジションに切り替えると燃料が供給される。一般的にはプライマリーポジションはリザーブポジションの取り出し口から燃料を取り出していて、燃料タンク内の全ての燃料を利用することが可能である。負圧式燃料コックの中にはリザーブポジションを備えず、代わりに燃料計を備えた車種もある。

## 自動車での利用
現代の自動車においては自然流下式の燃料タンクは採用されずに燃料ポンプによって気化装置に供給する構造が一般的で、燃料コックが装備される車種はほとんどないが、旧い時代の自動車では燃料コックが装備されていた。比較的近年のものでは、1950年代に製造されたポルシェ・356が、「オン」、「オフ」、「リザーブ」の3ポジションを持つ燃料コックが装備されていた。日本車においても1950年代に登場したスバル・360などの車種は自然流下式の燃料タンクと燃料コックが採用されていた。また、ドイツのトラバント P601は1950年代末の形態のまま1989年のドイツ再統一に至るまで製造され、燃料コックが装備されていた。

## 農業機械での利用
1900年代前半に生産されたジョン・ディアのトラクターに真空式の燃料コックがオプション設定されている。その後も様々な形式の燃料コックが自然流下式燃料タンクとともに、農業機械には広く採用され続けている。

## 小型エンジンでの利用
燃料コックは発動発電機などの定置式の小型エンジンでも使用される。小型ガソリン発電機は燃料キャップに燃料計が内蔵されていることも多いため、ポジションは「オン」と「オフ」の2つの場合が多い。
草刈機やチェーンソーなどの可搬式小型エンジンの場合には、キャブレターが傾いても正常に作動するようにフロート室を持たず、負圧によって動作するダイヤフラムで燃料を吸い出す構造のキャブレターを採用している。エンジンが停止している状態ではキャブレターに燃料が流入しないため、燃料コックが装備されていない。